# Kloster Aroldessen
Das ehemalige Kloster Aroldessen im Gebiet des heutigen Bad Arolsen wurde im Jahre 1131 als Augustiner-Chorfrauen-Stift gegründet, in den Jahren 1492/1493 in ein Antoniter-Kloster umgewandelt und 1526/1529 aufgehoben.

## Gründung als Augustiner-Chorfrauenstift
Die älteste bekannte Urkunde zu diesem Gebiet stammt aus dem Jahre 1030, als ein Edler namens Kuno oder Khone aus dem Geschlecht der Northeimer dem Bischof Meinwerk von Paderborn einen Besitz schenkte: „die Aare, welches jetzt Kunigsburg genannt wird“. Der Name Kunigsburg oder Conigsholt, also Holz oder Wald des Kuno, könnte im heutigen Arolser Königsberg überdauert haben. Der Name Aroldessen dürfte von *Haroldeshusen (‚Heim des Harold‘, heute Bad Arolsen) herrühren.
Die Gründungsurkunde des Klosters Aroldessen ist auf das Jahr 1131 datiert: Gepa von Itter, die Witwe Gumberts von Warburg – des letzten männlichen Abkömmlings der Herren von Itter – stiftete 1131 mit ihren drei Töchtern Lutrud, Mechthild und Bertha das Augustiner-Chorfrauenstift Aroldessen. Bischof Bernhard I. von Paderborn bestätigte das Stift noch im gleichen Jahr. Gepas Enkel, Graf Volkwin II. von Schwalenberg, Sohn ihrer Tochter Lutrud und des Grafen Widekind I. von Schwalenberg und als Volkwin I. Begründer des gräflichen Hauses Waldeck, übernahm die Vogtei über das Kloster. Im Dezember 1182 nahm Papst Lucius III. das Stift in seinen Schutz und bestätigte ihm dessen Besitzungen.

## Umwandlung in ein Antoniter-Kloster
Im 15. Jahrhundert geriet das Stift in Schwierigkeiten, wohl durch Sittenverfall und Misswirtschaft. Graf Otto IV. von Waldeck ließ es schließen und übertrug es 1492/93 an die Antoniter des Klosters Grünberg in Grünberg (Hessen), unter denen es einen schnellen Aufschwung erlebte. Dennoch sollte das Kloster nicht mehr lange bestehen.

## Auflösung
Mit der Einführung der Reformation in beiden Teilen der Grafschaft Waldeck zwischen 1525 und 1529 durch die Grafen Philipp III. von Waldeck-Eisenberg und Philipp IV. von Waldeck-Wildungen kam auch das Ende des Klosters Aroldessen. Bereits im Frühjahr 1526 hatte Landgraf Philipp der Großmütige von Hessen, Lehnsherr der Grafen von Waldeck, das Kloster dem Grafen Philipp III. von Waldeck-Eisenberg geschenkt, allerdings mit der Maßgabe, dass es erst nach dem Tode des letzten Präzeptors (Abts) in Besitz genommen werden sollte. Im November 1526, unmittelbar nach dem Tod des Präzeptors, erfolgte die Besitzergreifung durch die Ministerialen des Grafen, die dabei auch eine detaillierte Bestandsaufnahme aller dem Kloster gehörenden festen und beweglichen Güter aufstellten. Das Kloster wurde aufgelöst und säkularisiert.

## Umbau zum Schloss
Danach wurde es zum gräflichen Residenzschloss mit einem neuen Renaissance-Flügel umgebaut. Die Klosterbrauerei wurde als gräfliche Brauerei weiter betrieben. Von 1622 bis 1634, während des Dreißigjährigen Kriegs, wurde es zum Schutz gegen Überfälle und Plünderungen zur Festung ausgebaut. Nach einer vollständigen Renovierung des alten Schlosses verlegte der Graf und spätere Fürst Georg Friedrich von Waldeck-Eisenberg seine Residenz im Jahre 1664 von Rhoden nach Arolsen.

## Abbruch
Von 1710 an wurden das Schloss und die Reste des Klosters durch den Grafen und späteren Fürsten Friedrich Anton Ulrich von Waldeck und Pyrmont abgebrochen. An ihrer Stelle ließ er ab 1713 das neue Residenzschloss Arolsen nach Plänen des Baudirektors Julius Ludwig Rothweil d. Ä. errichten.